# Johann Heinrich Bolte
Johann Heinrich Bolte (* 15. Dezember 1750; † 14. April 1817) war ein deutscher Pfarrer, Pädagoge und Verfasser von Briefstellern.

## Leben
Johann Heinrich Bolte war der Sohn eines Schusters. Er war Pfarrer in Kränzlin bei Neuruppin (1776–1793), in Karwesee (1793–1805) und Pfarrer und Superintendent in Fehrbellin (1805–1817).
Bolte war Mitglied der Märkischen Ökonomischen Gesellschaft. 1794 gewann Joachim Heinrich Campe ihn als Mitarbeiter seines sechzehnbändigen Werkes Allgemeine Revision des gesamten Schul- und Erziehungswesens von einer Gesellschaft praktischer Erzieher. In diesen Kreisen und als Autor von Wilhelm Abraham Tellers Magazin für Prediger wirkte Bolte über seine Amtsgeschäfte hinaus als Aufklärer. Er verfasste zahlreiche volksaufklärerische Schriften gemeinnützlichen, staatswissenschaftlichen, religiösen und pädagogischen Inhalts.
Von der philanthropischen Schulreform Friedrich Eberhard von Rochows beeinflusst, führte er schon 1806 öffentliche Prüfungen für Elementarschullehrer durch und zählte 1809 zu den ersten Unterstützern der Neuorganisation der kurmärkischen Elementarschule unter Ludwig Natorp. Ab 1810 reformierte er – unterstützt von der kurmärkischen Regierung – die Fehrbelliner Stadtschule nach Pestalozzischen Grundsätzen und setzte die reglementsmäßige Erhebung des Schulgeldes durch. Diesen Prozess dokumentierte Bolte in zwei gedruckten „Schulplänen“ 1810 und 1812, die die Regierung drucken und landesweit unter Predigern und Schullehrern kursieren ließ. In den Jahren 1810, 1811 und 1812 leitete er in Fehrbellin gemeinsam mit dem dortigen Rektor und Kaplan Johann Erdmann Friedrich Betge pädagogisch-methodologische Lehrkurse für Pfarrer und Lehrer nach dem Vorbild Carl August Zellers in Königsberg. Aufgrund seiner Verdienste um das Schulwesen ermunterte die Sektion für den Kultus und öffentlichen Unterricht Bolte 1810 zu einer pädagogischen Reise an das Normalinstitut in Königsberg, die dieser mit Hinweis auf sein Alter jedoch ablehnte und an Betge abtrat.

## Familie
Johann Heinrich Bolte und seine Ehefrau Anna Sophie hatten 14 Kinder, 3 Söhne und 11 Töchter. Sein Urenkel war der Feinmechaniker Max Hildebrand.

## Ehrungen
Die Johann-Heinrich-Bolte-Grundschule in Fehrbellin ist nach ihm benannt.

## Schriften
- Handbuch für den Preussischen Unterthan. 1785
- Berlinischer Briefsteller für das gemeine Leben. Zum Gebrauch für deutsche Schulen und für jeden, der im Briefschreiben sich selbst zu unterrichten wünscht. 1791, 10. Ausgabe 1824
- Berlinischer Briefsteller für junge Kaufleute. 1791
- Geist und Kern der Biblischen Geschichte. 1803
- Grundlage zum Schulplan für niedere Stadt- und Landschulen, mit besonderer Rücksicht auf die vereinigen Schulen zu Fehrbellin, Feldberg und Tarmow. Nebst einer Nachricht von der neuen Organisation dieser Schulen. 1810
- Ueber Nach- und Forthülfe für die Lehrer in den Elementarschulen. Nebst einer fortgesetzten Nachricht von den Schulen zu Fehrbellin und Tarmow. 1812